# Майский (торговая марка)
«Ма́йский» — торговая марка российской компании «Май». Под этим брендом реализуется цейлонский чай среднеценового сегмента. Чаеразвесочная фабрика расположена во Фрязино Московской области.
В ассортименте бренда насчитывается более 40 наименований. Ключевой сорт — «Корона Российской империи» — крупнолистовой цейлонский чёрный чай.

## История
Торговая марка «Майский чай» зарегистрирована в 1991 году, в 1995 году была признана самой популярной маркой чая в России.
В 2003 году торговая марка «Майский чай» переименована в «Майский». В 2011 году изменён дизайн упаковки для всей линейки продукции марки.